# Storia di storie
Storia di storie è il secondo album della cantante italiana Donatella Moretti, pubblicato nel 1971.

## Il disco
Passata alla King, etichetta discografica di Aurelio Fierro, la Moretti pubblica un album in cui intraprende una collaborazione con alcuni dei più importanti cantautori italiani che scrissero per lei gran parte dei brani del disco, come Lucio Battisti, Bruno Lauzi (autore per I Nomadi, Mina, Piero Focaccia, Orietta Berti, Mia Martini, Franco Califano, Loretta Goggi, Lino Toffolo), Sergio Endrigo, Alberto Testa, Umberto Bindi, Memo Remigi, Gino Paoli, Franco Califano (autore per Edoardo Vianello, Bruno Martino, Ricchi e Poveri, Loretta Goggi, I Vianella, Drupi, Mia Martini), Tony Cucchiara e Fred Bongusto; fa eccezione Fabrizio De André che, non avendo canzoni pronte per la cantante, le disse di scegliere nel suo repertorio quella che le sembrava più adatta, e lei indicò La canzone dell'amore perduto.

Donatella Moretti con il Maestro Franco Pisano

Anche Quando capirai, la canzone di Gipo Farassino, non è inedita, in quanto già incisa dal suo autore nel 1968 su 45 giri come retro di Serenata a Margherita (Fonit Cetra, SPF 31227)
Nello stesso anno Giorgio Gaber incise la sua A mezzogiorno nell'album I borghesi. Ci furono anche parolieri come Giorgio Calabrese, Mogol, Sergio Bardotti, Tony De Vita.
Gli arrangiamenti del disco sono curati da Franco Pisano (Sulla strada che porta al mare, La canzone dell'amore perduto, Quando capirai, Se non ti amo più), Willy Brezza (Perché dovrei, A mezzogiorno, Amore romantico, In una casa piccola) e Giorgio Carnini (Aspetto l'alba e ascolto Bach, Addio, E invece no, Un batticuore); l'orchestra è quella dell'"Unione Musicisti" di Roma.
L'album venne registrato nello studio Dirmaphon di Roma; il tecnico del suono è Giovanni Fornari.
La foto di copertina e quelle interne sono di Gian Battista Sannazzaro.
Dall'album venne tratto il 45 giri Aspetto l'alba e ascolto Bach/Sulla strada che porta al mare.
L'album è stato ristampato in CD nel maggio 2003 dalla On Sale Music.

## Tracce
Lato A
1. Sulla strada che porta al mare (testo di Maria Luisa Caravati; musica di Gino Paoli) - 3'05"
2. Perché dovrei (testo di Mogol; musica di Lucio Battisti) - 3'53"
3. Aspetto l'alba e ascolto Bach (testo e musica di Bruno Lauzi) - 3'00"
4. Amore romantico (testo di Alberto Testa; musica di Memo Remigi e Tony De Vita) - 2'45"
5. E invece no (testo di Giorgio Calabrese; musica di Umberto Bindi) - 3'22"
6. Se non ti amo più (testo di Sergio Bardotti; musica di Sergio Endrigo) - 2'45"

Lato B
1. La canzone dell'amore perduto (testo di Fabrizio De André; musica di Georg Philipp Telemann) - 4'03"
2. Addio (testo e musica di Gino Paoli) - 3'30"
3. A mezzogiorno (testo e musica di Giorgio Gaber) - 3'30"
4. In una casa piccola (testo e musica di Tony Cucchiara) - 4'03"
5. Quando capirai (testo e musica di Gipo Farassino) - 2'46"
6. Un batticuore (testo di Franco Califano; musica di Fred Bongusto) - 3'40"